# Vilma Owino
Vilma Achieng Owino, née le 18 août 1993, est une joueuse kényane de basket-ball évoluant au poste de pivot.

## Carrière
Elle participe aux championnats d'Afrique 2013, 2019 et 2021.
Elle évolue en club au Kenya Ports Authority.